# Sam Gerber
Pour les articles homonymes, voir Gerber.
Pas d'image ? Cliquez ici

a Compétitions nationales et continentales officielles uniquement.

Dernière mise à jour le 22 juillet 2015.
Sam Gerber, né le 5 février 1981 à Uitenhage (Cap-Oriental), est un ancien joueur de rugby à XV sud-africain qui a évolué au poste de centre, il joua une grande partie de sa carrière pour le club de l'Aviron bayonnais (1,86 m pour 96 kg). 

## Biographie
Il est le neveu de l'ancien international sud-africain Danie Gerber et également le cousin du sud-africain Danré Gerber joueur du Stade montois depuis juillet 2016.
Il n’a connu qu’une seule équipe de la Currie Cup, les  Pumas, qu’il a rejointe en juniors. Il a disputé cinq matchs de Currie Cup en 2005 et neuf en 2006.

## Carrière
- 2003-2006 : Pumas  Afrique du Sud
- 2006-2014 : Aviron bayonnais  France

## Palmarès
- Vainqueur de la Currie Cup First Division: 2005

## Distinctions personnelles
- Meilleur marqueur du Championnat de France lors de la saison 2009-2010 avec 9 essais.